# سبين (باركشير)
سبين (بالإنجليزية: Speen, Berkshire)‏ هي قرية وأبرشية مدنية تقع في المملكة المتحدة في إنجلترا. يقدر عدد سكانها بـ 2,635 نسمة ومساحتها 14.53 كم2 .